# Хрюкин, Тимофей Тимофеевич
Тимофе́й Тимофе́евич Хрю́кин (21 июня 1910, Ейск — 19 июля 1953, Москва) — советский военачальник, военный лётчик, генерал-полковник авиации (1944), дважды Герой Советского Союза (1939, 1945).

## Биография
Родился в семье рабочего-каменщика. По национальности русский.
Трудовой путь Т. Т. Хрюкин начал рано. С 8 лет работал батраком у богатых казаков. Позже убежал из дома и 2 года беспризорничал. Затем работал грузчиком, чернорабочим, молотобойцем в железнодорожном депо. А. С. Чуянов пишет, что уже в 1924 году, когда сам Алексей Семёнович был секретарём Каневского райкома комсомола, Тимофей Тимофеевич Хрюкин — секретарь ячейки комсомола в станице Привольной. В Каневском районе помогал в работе среди казачьей молодёжи Алексею Семёновичу Чуянову. В 15 лет начал учиться в вечерней школе. В 1926 году вступил в комсомол. Спустя некоторое время направлен на комсомольскую работу. Избран секретарём Каневского райкома комсомола. Работал и одновременно учился на рабфаке. Член ВКП(б) с 1929 года. После окончания рабфака в 1932 году поступил в сельскохозяйственный институт. В этом же году по партийному набору был принят в Луганскую авиационную школу, которую окончил в 1933 году.

### Испания и Китай
Служил в частях бомбардировочной авиации: с 1933 года — младший лётчик 5-й легкобомбардировочной эскадрильи, с 1935 — младший лётчик 10-й скоростной бомбардировочной эскадрильи. В 1936 году добровольцем записался в число военнослужащих СССР, направленных в Испанию для участия в гражданской войне. Воевал в Испании с августа 1936 по март 1937 года. За героизм в боях награждён орденом Красного Знамени.
По возвращении, с апреля 1937 года — командир звена в 10-й скоростной бомбардировочной эскадрилье, с августа 1937 — командир отряда в 14-й скоростной бомбардировочной эскадрилье, с января 1938 — командир 12-й скоростной бомбардировочной эскадрильи.
В августе 1938 года во время Японо-китайской войны (1937—1945) был направлен в Китай. Командовал эскадрильей бомбардировщиков СБ, затем авиагруппой. Совершил около 100 боевых вылетов на бомбардировку позиций японских войск. Руководил налётом на аэродром противника на Тайване (по другим данным, указанным налётом командовал полковник Ф. П. Полынин). Все бомбардировщики под его командованием вернулись назад без потерь.
22 февраля 1939 года за подвиг, совершённый при выполнении спецзаданий Правительства по укреплению оборонной мощи Советского Союза Т. Т. Хрюкин был удостоен звания Героя Советского Союза. Газета «Комсомольская правда» 6 июля 1939 г. (№ 1534336), посвятила всю третью полосу героической борьбе китайского народа и рассказу китайского летчика майора Ху-Тин-Тоу «Гибель японского авианосца». Этот рассказ о гибели японского авианосца «Рюдзё» (реальное потопление или повреждение не зафиксировано ни одним другим документом. Мало того, этот океанский корабль не был речным и не мог там находиться физически), Тимофей Тимофеевич Хрюкин подписал китайским псевдонимом.
В 1939 году Т. Т. Хрюкин окончил курсы усовершенствования высшего командного состава при Академии Генерального штаба РККА. С февраля 1939 — командир 10-й скоростной бомбардировочной бригады. В ноябре 1939 года назначен начальником отдела бомбардировочной авиации в лётно-технической инспекции Управления ВВС РККА. Во время советско-финской войны 1939—1940 годов был откомандирован на фронт и командовал ВВС 14-й армии.
С мая 1940 — заместитель генерал-инспектора ВВС РККА. 17 июня 1941 года назначен командующим ВВС 12-й армии Киевского военного округа. Прибыл в штаб армии вечером 21 июня.

### Великая Отечественная война
Участник Великой Отечественной войны с первого дня в должности командующего ВВС 12-й армии Юго-Западного фронта, затем в августе 1941 года был назначен командующим ВВС 6-й армии. 10 сентября 1941 года назначен командующим ВВС Карельского фронта. В его задачу входила организация прикрытия с воздуха Кировской железной дороги. В этот период Хрюкину приходилось решать огромное количество вопросов, о которых он раньше и не думал: боевые действия ночью, переучивание лётного состава на американские и английские самолёты, перевооружение частей, развитие сети аэродромов, использование средств радионавигации, светомаяков и т. д.
В июне 1942 года генерал-лейтенант Хрюкин назначен командующим ВВС Юго-Западного фронта, позже преобразованных в 8-ю воздушную армию. Под его руководством лётчики сражались под Харьковом, Сталинградом, Ростовом-на-Дону, на рубеже Миус-фронта (в том числе при попытке его прорыва в ходе Миусской операции), в Крыму. По инициативе генерала Хрюкина под Сталинградом был создан полк «асов» — 9-й гвардейский истребительный авиационный полк, в котором были собраны лучшие лётчики-истребители из других полков. Хрюкин внедрял разработанную в армии тактику действий штурмовой авиации со средних высот. Разрабатывал планы крупных операций воздушных сил (первая — во время контрнаступления под Сталинградом).
Во время Сталинградской битвы, когда авиация фронта ещё не сформировалась, и Красная Армия несла большие потери из-за новых самолётов противника, А. С. Чуянов отмечал периодическую несправедливость со стороны командующего А. И. Ерёменко по отношению к Т. Т. Хрюкину.
В июле 1944 года возглавил 1-ю воздушную армию 3-го Белорусского фронта. Участвовал в освобождении Белоруссии и Прибалтики, в операциях в Восточной Пруссии.
В 1944 году по инициативе и при деятельном участии Хрюкина в Крыму началось восстановление разрушенного во время оккупации Всесоюзного пионерского лагеря «Артек».
24 июня 1945 года участвовал в Параде Победы.

### Послевоенные годы

Могила Т. Т. Хрюкина на Новодевичьем кладбище Москвы

С августа 1946 года — заместитель Главнокомандующего ВВС по боевой подготовке. С июля 1947 года — командующий 7-й воздушной армией. С апреля 1949 года — командующий войсками Бакинского района ПВО. В сентябре 1950 года после окончания Высшей военной академии имени К. Е. Ворошилова назначен заместителем Главкома ВВС по вузам.
Однажды во время учений Хрюкин ехал на автомобиле в штаб. Неожиданно на дороге оказалась группа женщин. Шофёр затормозить не успел. Тогда Хрюкин выхватил руль и направил машину в кювет. Врачи спасли ему жизнь, но авария сильно подорвала его здоровье. 19 июля 1953 года он умер. Похоронен в Москве на Новодевичьем кладбище.

## Воинские звания
- лейтенант — 1935;
- старший лейтенант — 17.04.1937;
- капитан — 8.08.1937;
- полковник — 26.09.1938 (минуя звание майора);
- комдив — 4.05.1940 (минуя звание комбрига);
- генерал-майор авиации — 4.06.1940;
- генерал-лейтенант авиации — 17.03.1943;
- генерал-полковник авиации — 11.05.1944.

## Семья
- Жена (с 1935 г.) — Полина Дмитриевна Ткаченко[12].
- Внучатая племянница — Юлия Федоровна Романюта[13].

## Награды
- Звание Героя Советского Союза с вручением ордена Ленина и медали «Золотая Звезда» (№ 127) полковнику Хрюкину Тимофею Тимофеевичу присвоено Указом Президиума Верховного Совета СССР от 22 февраля 1939 года «за образцовое выполнение специальных заданий Правительства по укреплению оборонной мощи Советского Союза и за проявленное геройство при оказании интернациональной помощи братскому китайскому народу в борьбе с японскими милитаристами».
- Второй медали «Золотая Звезда» командующий 1-й воздушной армией 3-го Белорусского фронта генерал-полковник авиации Хрюкин Тимофей Тимофеевич удостоен Указом Президиума Верховного Совета СССР от 19 апреля 1945 года за умелое командование воздушной армией, личное мужество и отвагу.
- Орден Ленина (22.02.1939)
- Четыре ордена Красного Знамени (2.01.1937, 7.05.1940, 23.11.1942, 20.04.1953)
- ордена Суворова 1-й (16.05.1944) и 2-й (17.09.1943) степеней
- Два ордена Кутузова 1-й степени (8.02.1943, 4.07.1944)
- орден Богдана Хмельницкого 1-й степени (19.03.1944)
- Орден Отечественной войны 2-й степени (23.11.1942)
- Орден Красной Звезды (6.11.1947)
- медали

иностранные ордена
- Орден Почётного легиона (1945, Франция)
- Орден Облаков и Знамени (1938, Китай)

## Отзывы
Очень хорошо было работать с Хрюкиным — командующим воздушной армией Это был человек молодой, с большим боевым опытом, способный, выдержанный, умный, умевший хорошо организовать работу авиации, подчиненной ему.— Беседа с бывшим начальником штаба Западного и Третьего Белорусского фронтов генерал-полковником Покровским А. П.. Предисловие и публикация Л. Лазарева // «Октябрь». 1990. № 5. Записал К. Симонов.

## Память

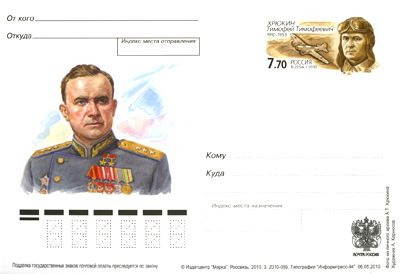
Почтовая карточка России, 2010 год

- Бронзовый бюст дважды Героя Советского Союза Хрюкина Т. Т. установлен на его родине в городе Ейске (9 мая 1950, скульптор Е. В. Вучетич)[14].
- Бронзовый бюст в станице Привольная Каневского района Краснодарского края[3].

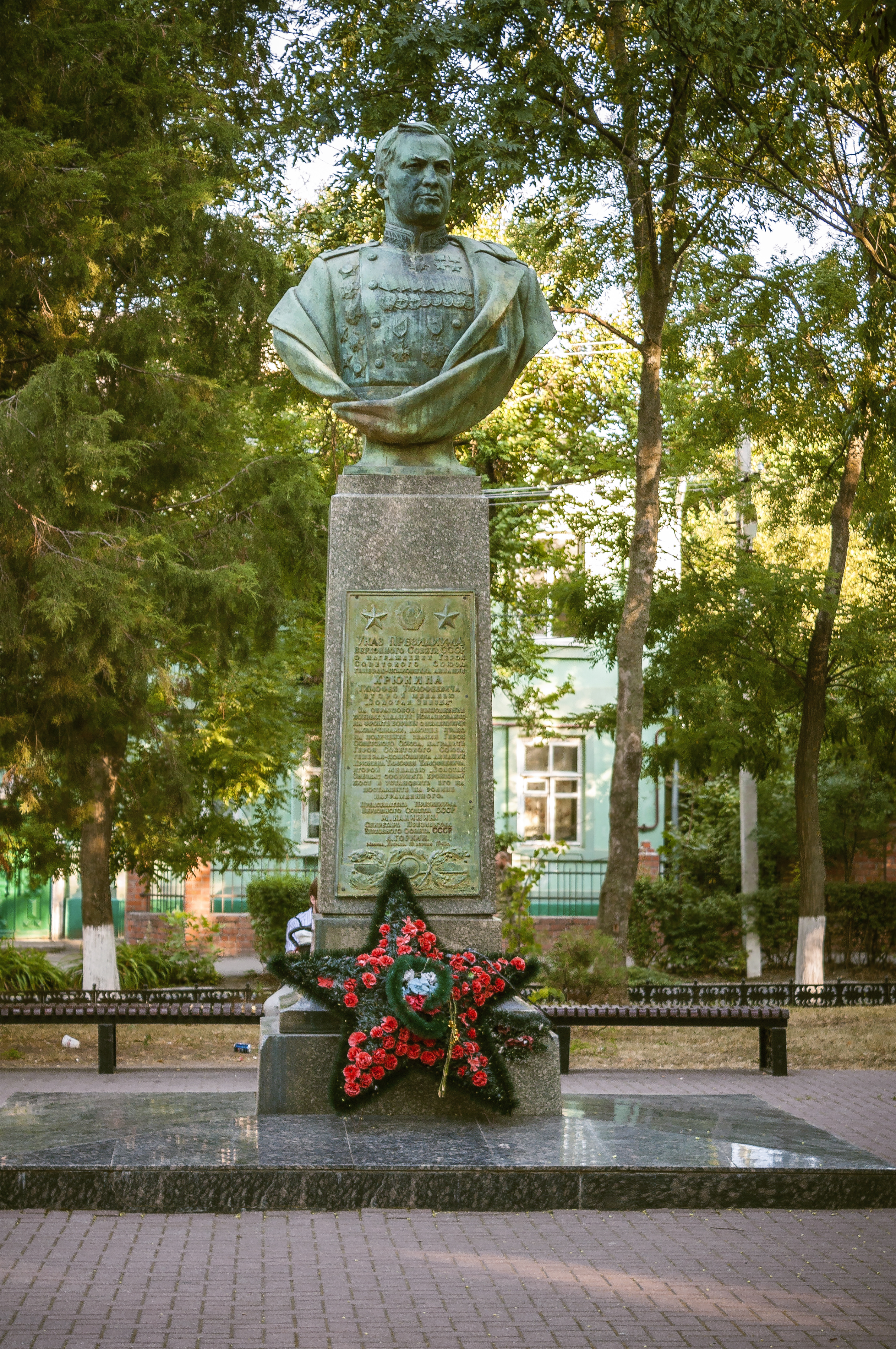
Бюст дважды Героя Советского Союза Хрюкина Т. Т., установленный в Ейске

- В Москве — на доме, в котором проживал Хрюкин (Лубянский проезд, дом 17) и в Волгограде — на улице его имени установлены мемориальные доски.
- Именем Героя также названы улицы в Волгограде, Ейске, Севастополе и станице Привольная Каневского района Краснодарского края, морское судно, средняя школа № 13 станицы Привольная.
- В 1978 году издан художественный маркированный конверт, посвященный герою.
- 7 июня 2010 года ФГУП Издательско-торговый центр «Марка» выпустила почтовую карточку с оригинальной маркой. На почтовой карточке изображены портреты Т. Т. Хрюкина и самолёт-бомбардировщик.
- Бюст Т. Т. Хрюкина установлен и открыт 29 сентября 2020 года в Краснодаре на территории мемориального комплекса «Памяти преподавателей и студентов, погибших в годы Великой Отечественной войны» ФГБОУ ВО "Кубанский государственный университет"[15][16].